# Glenpool
Glenpool és una ciutat dels Estats Units a l'estat d'Oklahoma. Segons el cens del 2000 tenia 8.123 habitants.

## Demografia
Segons el cens del 2000, Glenpool tenia 8.123 habitants, 2.761 habitatges, i 2.250 famílies. La densitat de població era de 337,2 habitants per km².
Dels 2.761 habitatges en un 49,7% hi vivien nens de menys de 18 anys, en un 63,2% hi vivien parelles casades, en un 14,3% dones solteres, i en un 18,5% no eren unitats familiars. En el 15,7% dels habitatges hi vivien persones soles el 3,8% de les quals corresponia a persones de 65 anys o més que vivien soles. El nombre mitjà de persones vivint en cada habitatge era de 2,91 i el nombre mitjà de persones que vivien en cada família era de 3,25.
Per edats la població es repartia de la següent manera: un 33,5% tenia menys de 18 anys, un 8,6% entre 18 i 24, un 35,5% entre 25 i 44, un 16,8% de 45 a 60 i un 5,7% 65 anys o més.
L'edat mediana era de 30 anys. Per cada 100 dones de 18 o més anys hi havia 88,5 homes.
La renda mediana per habitatge era de 43.209$ i la renda mediana per família de 47.093$. Els homes tenien una renda mediana de 32.377$ mentre que les dones 23.927$. La renda per capita de la població era de 16.868$. Entorn del 6,2% de les famílies i el 6,4% de la població estaven per davall del llindar de pobresa.

## Poblacions més properes
El següent diagrama mostra les poblacions més properes.